# Орф, Карл
Карл Орф (нем. Carl Orff), полное имя Карл Генрих Мария Орф (нем. Carl Heinrich Maria Orff; 10 июля 1895, Мюнхен — 29 марта 1982, там же; похоронен в Андексе) — немецкий композитор и музыкальный педагог эпохи позднего романтизма, яркий представитель экспрессионизма. Прославился сочинениями для музыкального театра, наиболее известна его «сценическая кантата» «Carmina Burana».

## Биография
Дед музыканта, Максимилиан фон Орф, был крещёным евреем, остальные предки баварцы. Отец Карла Орфа, офицер, музицировал на фортепиано и нескольких струнных инструментах. Мать, которая была пианисткой-любительницей, рано обнаружила у сына талант к музыке и занялась его обучением. В возрасте девяти лет Орф уже писал музыку для собственного кукольного театра.
В 1912—1914 годах Орф обучался в Мюнхенской музыкальной академии. В 1914 году продолжил обучение у Германа Зильчера. В 1916 году работал капельмейстером в Мюнхенском камерном театре. В 1917 году во время Первой мировой войны Орф отправился на добровольную службу в армию в Первый Баварский Полевой Артиллерийский полк. В 1918 году его пригласили на должность капельмейстера в Национальный Театр Мангейма под руководством Вильгельма Фуртвенглера, а затем он стал работать в Дворцовом Театре Великого Герцогства Дармштадта.
В 1920 году Орф женился на Алисе Зольшер (нем. Alice Solscher), через год родился его единственный ребёнок, дочь Годела, в 1925 году состоялся его развод с Алисой.
В 1923 году он познакомился с Доротеей Гюнтер (нем. Dorothee Günther) и в 1924 году совместно с ней создал школу гимнастики, музыки и танца «Гюнтершуле» (нем. Günther-Schule) в Мюнхене. С 1925 года и до конца своей жизни Орф являлся главой отделения в этой школе, где работал с начинающими музыкантами. Имея постоянный контакт с детьми, он разработал свою теорию музыкального образования.
Кантата «Кармина Бурана» (лат. Carmina Burana) была весьма популярна в Третьем рейхе (премьера прошла во Франкфурте в 1937 году). Одни нацистские критики называли её «дегенеративной» (нем. entartet, см. «Дегенеративное искусство»), в то время как другие (Геббельс) считали «образцом немецкой музыки».
В годы нацизма Орф был единственным из композиторов, кто отреагировал на официальный призыв написать новую музыку для пьесы Шекспира «Сон в летнюю ночь», после того как музыка Феликса Мендельсона была запрещена. Для написания Орф использовал свои прежние заготовки.

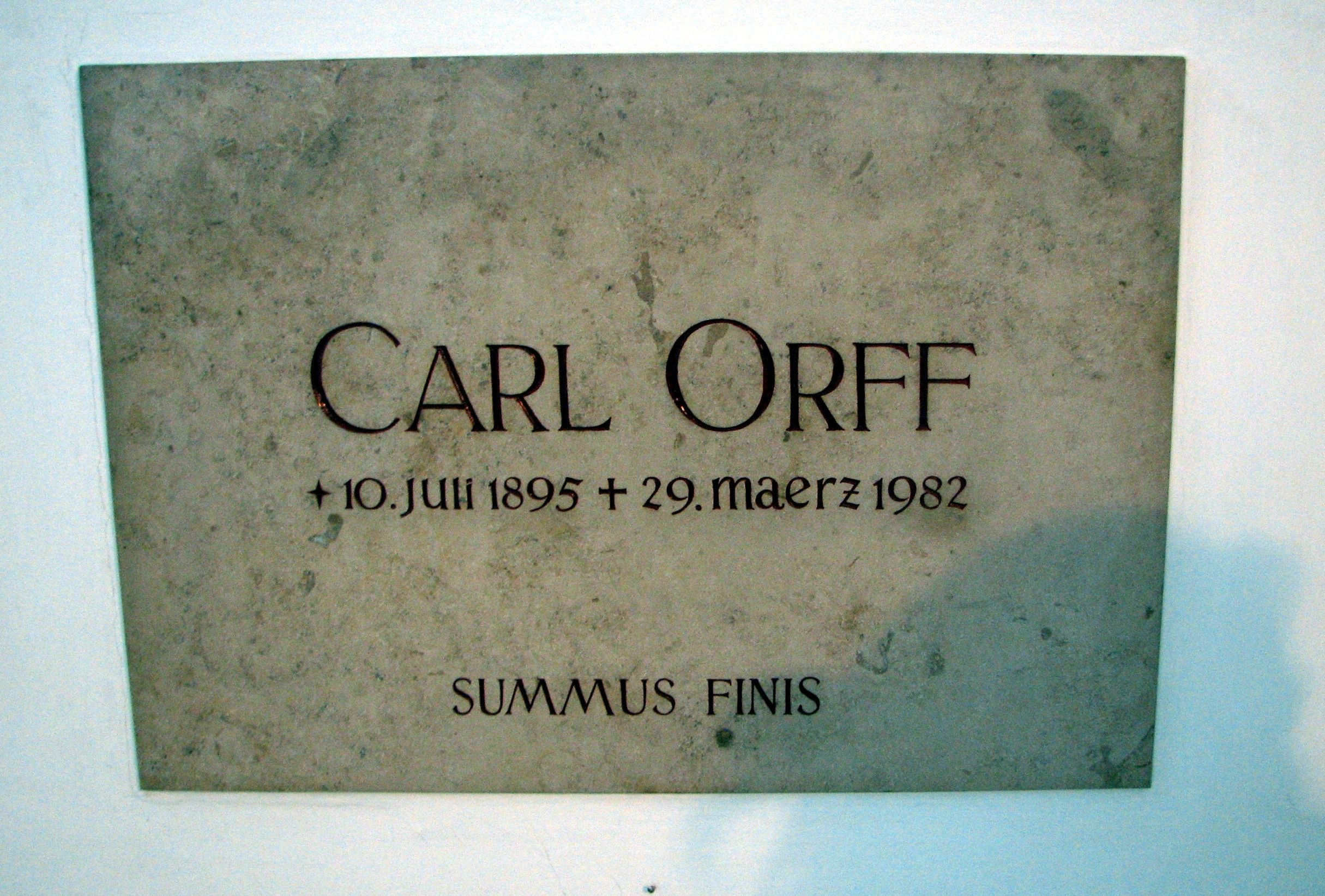
Надпись на могиле Карла Орфа в Андексе

Орф был близким другом гауляйтера Вены и одного из руководителей гитлерюгенда Бальдура фон Шираха.
Также Орф был близким другом Курта Хубера, одного из основателей движения сопротивления «Белая роза», приговорённого к смерти Народной судебной палатой и казнённого нацистами в 1943 году. После Второй мировой войны Орф заявил, что был участником движения и был сам вовлечён в сопротивление, но нет никаких доказательств, кроме его собственных слов, поэтому некоторые источники оспаривают это заявление. Заявление Орфа было принято американскими денацификационными властями, позволившими ему продолжать заниматься любимым делом — сочинением музыки. Известно, что Орф не решился использовать свой авторитет и дружбу с фон Ширахом для защиты Хубера, мотивируя это опасениями за собственную жизнь. При этом он не делал каких-либо публичных заявлений и в поддержку режима.
В 1954–1960 годах был женат на писательнице Луизе Ринзер.
Орф похоронен в барочной церкви Андексского аббатства к юго-западу от Мюнхена.

## Творчество Карла Орфа
Карл Орф его полное имя Карл Генрих Мария Орф, 10 июля 1895, Мюнхен — 29 марта 1982. Немецкий композитор и музыкальный педагог эпохи позднего романтизма, яркий представитель экспрессионизма. Прославился сочинениями для музыкального театра, наиболее известна его «сценическая кантата» «Carmina Burana».Орф наиболее известен как автор сценической кантаты «Carmina Burana», что в переводе значит «Песни Бойерна». Это первая часть трилогии, которая также включает «Песни Катулла».
Успех «Carmina Burana» отодвинул на второй план все предыдущие работы Орфа, за исключением «Catulli Carmina» и «Entrata», которые были переписаны в приемлемом, с точки зрения Орфа, качестве. С исторической точки зрения «Carmina Burana», вероятно, самый известный пример музыки, сочинённой и впервые исполненной в нацистской Германии. В действительности «Carmina Burana» была настолько популярна, что Орф получил заказ во Франкфурте сочинить музыку для пьесы «Сон в летнюю ночь», которая должна была заменить запрещённую в Германии музыку Феликса Мендельсона. После войны Орф заявил, что не удовлетворен сочинением, и переработал его в финальную версию, которая была впервые представлена в 1964.
Дидактические идеи Орфа, развитые в творческом содружестве с Г. Кетман, были воплощены в новаторском подходе к музыкальному обучению детей, известному как «Орф-Шульверк».

## Рецепция
Мелодия из дидактического пособия Орфа «Musica poetica» (Gassenhauer aus 4 Stücke für Xylophon) была использована как основная музыкальная тема к фильму Терренса Малика «Опустошённые земли» (1973). Позднее Ханс Циммер переработал эту музыку для фильма «Настоящая любовь» (1993).

## Память
В селе Варна работает школа, названная в честь Карла Орфа, в которой детей обучают музыке по его программам.